# Billy-Montigny
 Billy-Montigny  es una población y comuna francesa, situada en la región de Norte-Paso de Calais, departamento de Paso de Calais, en el distrito de Lens y cantón de Noyelles-sous-Lens.

## Demografía
| 10 644 | 10 077 | 8834 | 7682 | 8126 | 8396 |
| Para los censos de 1962 a 1999 la población legal corresponde a la población sin duplicidades (Fuente: INSEE [Consultar]) |        |      |      |      |      |

Forma parte de la aglomeración urbana de Douai-Lens.